# جيريمي بيكو
جيريمي بيكو (بالفرنسية: Jérémy Beccu)‏ (مواليد 22 سبتمبر 1990) هو ملاكم فرنسي، مثّل بلاده في الألعاب الأولمبية الصيفية 2012.

## روابط خارجية
جيريمي بيكو على موقع بوكس ريك (الإنجليزية) (registration required)
- جيريمي بيكو على موقع أوليمبيديا (الإنجليزية)
- جيريمي بيكو على موقع اللجنة الأولمبية الفرنسية (مؤرشف) (الفرنسية)